# اسکی‌پاره پایین
اسکی‌پاره پایین (ترکی آذربایجانی: Aşağı Əskipara) یا نرکین وُسکپار (ارمنی: Ներքին Ոսկեպար) یک منطقهٔ مسکونی که در دفاکتو در استان تاووش ارمنستان و دژور در شهرستان قزاق جمهوری آذربایجان واقع شده‌است.